# Édouard Pommier
Pour les articles homonymes, voir Pommier (homonymie).
Édouard Pommier est un historien de l'art français, né le 10 décembre 1925 à Hyères et mort le 14 septembre 2018 dans le 10e arrondissement de Paris. Il est spécialiste de l'histoire des théories de l'art des institutions artistiques à l'époque moderne.

## Biographie
Ancien élève de l'École des chartes, Édouard Pommier obtient le diplôme d'archiviste paléographe en 1950, avec une thèse intitulée Le comté de Montbéliard des origines à la fin du XIVe siècle. Il est agrégé d’histoire en 1954 et ancien membre de l'École française de Rome. Il a été conservateur aux Archives nationales, professeur à l'Institut français de Vienne, directeur de l'Institut français de Stuttgart, conseiller culturel à Santiago du Chili, Mexico et Madrid, directeur régional des affaires culturelles de Bourgogne, professeur à l'École du Louvre, de 1983 à 2004, et inspecteur général des musées de France en 1983.

## Distinctions
- 1987 : Officier de l'Ordre national du Mérite.
- 1988 : Officier des Arts et des lettres
- 1994 : Officier de la Légion d'honneur
- 2008 : prix Italiques[3]

## Œuvres
- L'Art de la liberté. Doctrines et débats de la Révolution française, Gallimard, 1991
- Théories du portrait, de la Renaissance aux Lumières, Gallimard, 1998

- Prix Eugène Carrière de l’Académie française
- Winckelmann, inventeur de l'histoire de l'art, Gallimard, 2003

- Prix Eugène Carrière de l’Académie française 2004
- Comment l'art devient l'Art dans l'Italie de la Renaissance, Gallimard, 2007